# Labda kétszeri megütése
A krikettben a labda kétszeri megütése az ütőjátékosok 10-féle kiesési módjának egyike. Rendkívül ritkán fordul elő. A krikett törvényei közül erről a kiesési módról a 34. számú szól.
Lényege, hogy ha az ütőjátékos az első ütés vagy egyéb beleérés után még egyszer szándékosan beleér egy labdába az ütőt nem tartó kezének kivételével bármelyik testrészével vagy az ütőjével úgy, hogy a labda időközben még nem érintkezett mezőnyjátékossal, és a második beleérés nem a kapujának védelme érdekében történt, akkor az ütőjátékos kiesik. Ha a második beleéréssel a kaput védi, de úgy, hogy eközben elkapást akadályoz meg, akkor is kiesik, de akkor nem labda kétszeri megütése, hanem mezőnyjáték akadályozása jogcímmel. Ugyancsak mezőnyjáték akadályozásának minősül, ha az ütőt nem tartó kezével ér másodszor labdába.
Ha a második beleéréssel a kaput védte, és nem akadályozott meg elkapást, akkor a labda holttá válik, amint eléri a pálya határát vagy az első futás befejeződik. Ez alól egyetlen kivétel van: ha úgy néz ki, hogy elkapás várható, akkor azt a játékvezetőnek még meg kell várnia, mielőtt holtnak nyilvánítja a labdát. Az esetlegesen teljesített futásért egyik esetben sem jár pont.
A labda kétszeri megütése annyira ritka, hogy nemzetközi mérkőzésen még soha nem is fordult elő, összesen pedig 21 ilyen eset ismert a krikett történetében. Az első 1786-ban történt, amikor egy Hampshire és Kent közötti mérkőzésen Tom Sueter esett így ki.
Annak, hogy a 17. vagy a 18. században bevezették ezt a kiesési módot, részben a balesetek megelőzése lehetett az oka. Több olyan eset előfordult ugyanis (például 1624-ben Jasper Vinall halála), hogy miután az ütőjátékos szinte függőlegesen felütötte a labdát, és a lehulló labdát egy mezőnyjátékos el akarta kapni, az ütős még egyszer megcélozta azt, de véletlenül a mezőnyjátékost ütötte fejbe.